# 帕蒂·古根海姆
帕蒂·古根海姆（英語：Patty Guggenheim，1984年—）是一名美國女演員、喜劇演員和編劇。她是The Groundlings喜劇團的成員，作為一名演員，她最知名的是在《律師女浩克》中飾演麥蒂森·金。

## 職業生涯
作為一名喜劇演員，古根海姆是The Groundlings喜劇團主要公司的一員。她於2021年出現在《人生如戲》節目中。她曾在《條子911》、《市長先生》、《爆笑超市》、《左右不逢源》、《摩登家庭》和《離婚再一起》中擔任小角色。她曾在POP TV的喜劇系列《佛羅里達女孩》和MTV的《Mary+Jane》中擔任常駐角色。古根海姆還為《Barely Famous》寫劇本和演戲，此外，她還在《超級豪宅》中為帕蒂·米姆配音。
2022年，古根海姆在《律師女浩克》中飾演麥蒂森·金（Madisynn King），一個派對女孩和不知情的魔術師助理，與黃凱旋所飾演的王形成了不可能的友誼。這個角色成為粉絲們的最愛，有人呼籲古根海姆和黃凱旋應該要有自己的衍生節目，或是古根海姆與在劇中飾演泰坦妮亞的賈米拉·賈米爾有一個衍生節目。《佛羅里達女孩》和《律師女浩克》的導演凱特·寇伊若評論說，古根海姆和黃凱旋對和雞尾酒等題材的演出是即興的，沒有劇本。引用寇伊若的話：「這純粹是來自演員的喜劇化學反應，我們想我們必須對這兩個人扔一些攝影機，因為他們是如此有趣。」寇伊若還評論了她與古根海姆合作的頻率，以及為什麼她說：「沒有那個女人，我哪裡也不去。她是一個喜劇天才......她來為我們試鏡，每個人[看了那場試鏡]實際上都笑得哭了起來。淚水從他們的臉上流下來。」。古根海姆的表演被稱讚為有「一種安靜的光彩」，「古根海姆的麥蒂森是一段時間以來進入MCU的第一個真正的現代角色之一——無論好壞都感覺真實的人」，TVLine授予古根海姆TVLine每週最佳表演者。

## 個人生活
古根海姆告訴媒體，她住在同為MCU演員的克里斯·漢斯沃在洛杉磯的舊公寓裡，仍然偶爾會在這個地址收到他的郵件。她畢業於印第安那大學。

## 外部連結
- 帕蒂·古根海姆在互联网电影资料库（IMDb）上的資料（英文）